# اسکار والرو
اسکار والرو (انگلیسی: Óscar Valero؛ زادهٔ ۲۸ اوت ۱۹۸۵) بازیکن فوتبال اهل اسپانیا است.
از باشگاه‌هایی که در آن بازی کرده‌است می‌توان به باشگاه فوتبال میراندس و باشگاه فوتبال رئال ساراگوسا اشاره کرد.